# سمك العاصي الأبيض
سمك العاصي الأبيض (الاسم العلمي:  Alburnus orontis) هو نوع من الأسماك شعاعيات الزعانف من فصبل الشبوطيات، التي يمكن العثور عليها في سوريا وتركيا في حوض تصريف نهر العاصي. المواطن الطبيعية لها هي الأنهار وأنهار الفترات المتقطعة. وهي مهددة بالانقراض بسبب فقدان الموطن والتلوث واستخراج المياه وسدود الأنهار.